# Misophriidae
Misophriidae é uma família de copépodes pertencentes à ordem Misophrioida.
Géneros:
- Arcticomisophria Martínez Arbizu & Seifried, 1996
- Benthomisophria Sars, 1909
- Dimisophria Boxshall & Iliffe, 1987
- Fosshageniella Jaume & Boxshall, 1997
- Misophria Boeck, 1865
- Misophriella Boxshall, 1983
- Misophriopsis Boxshall, 1983
- Stygomisophria Ohtsuka, Huys, Boxshall & Ito, 1992